# 泉ヶ岳スキー場

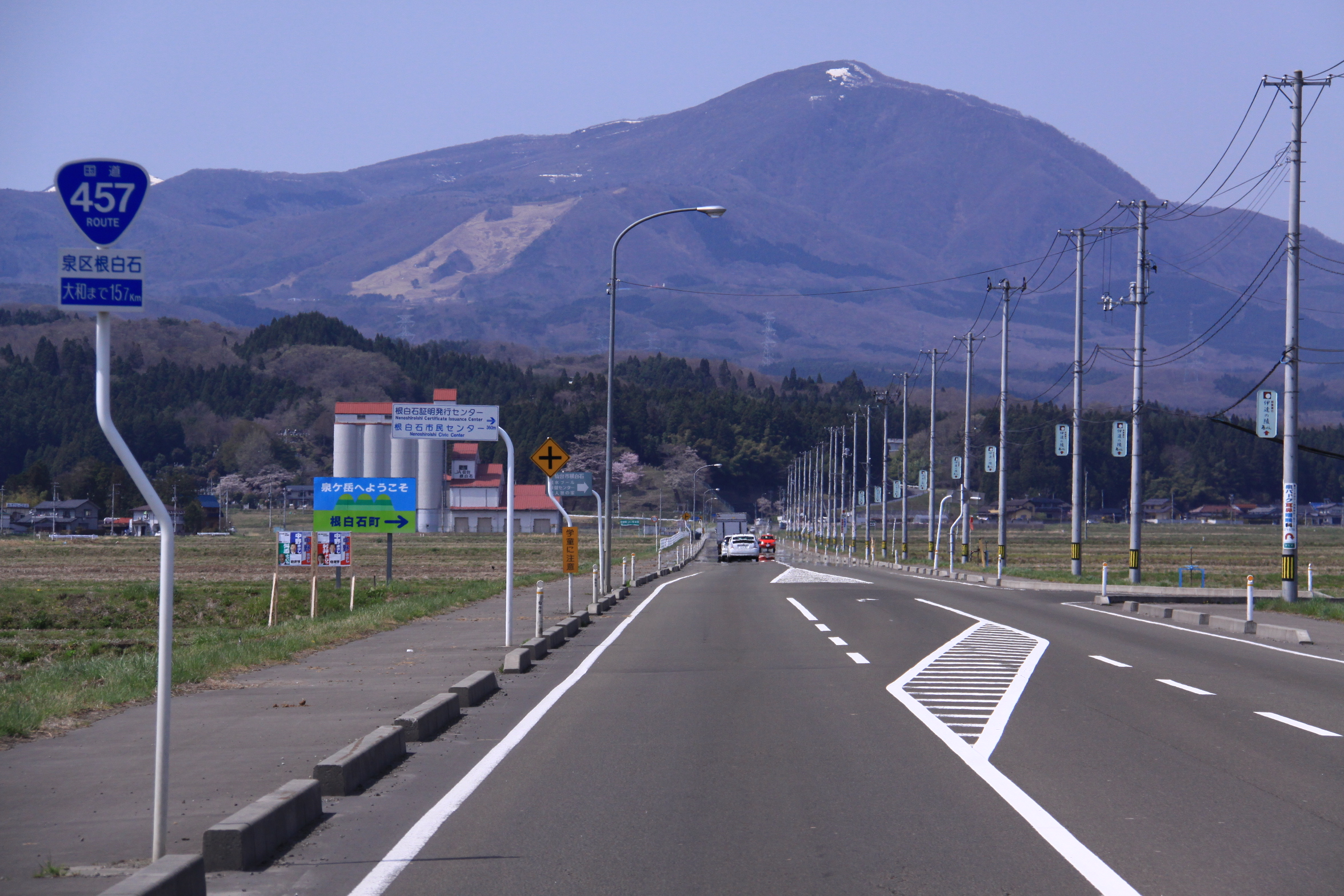
国道457号・根白石バイパスから見た泉ヶ岳（2009年4月）。当スキー場は写真左上の樹木が取り払われた斜面にある。

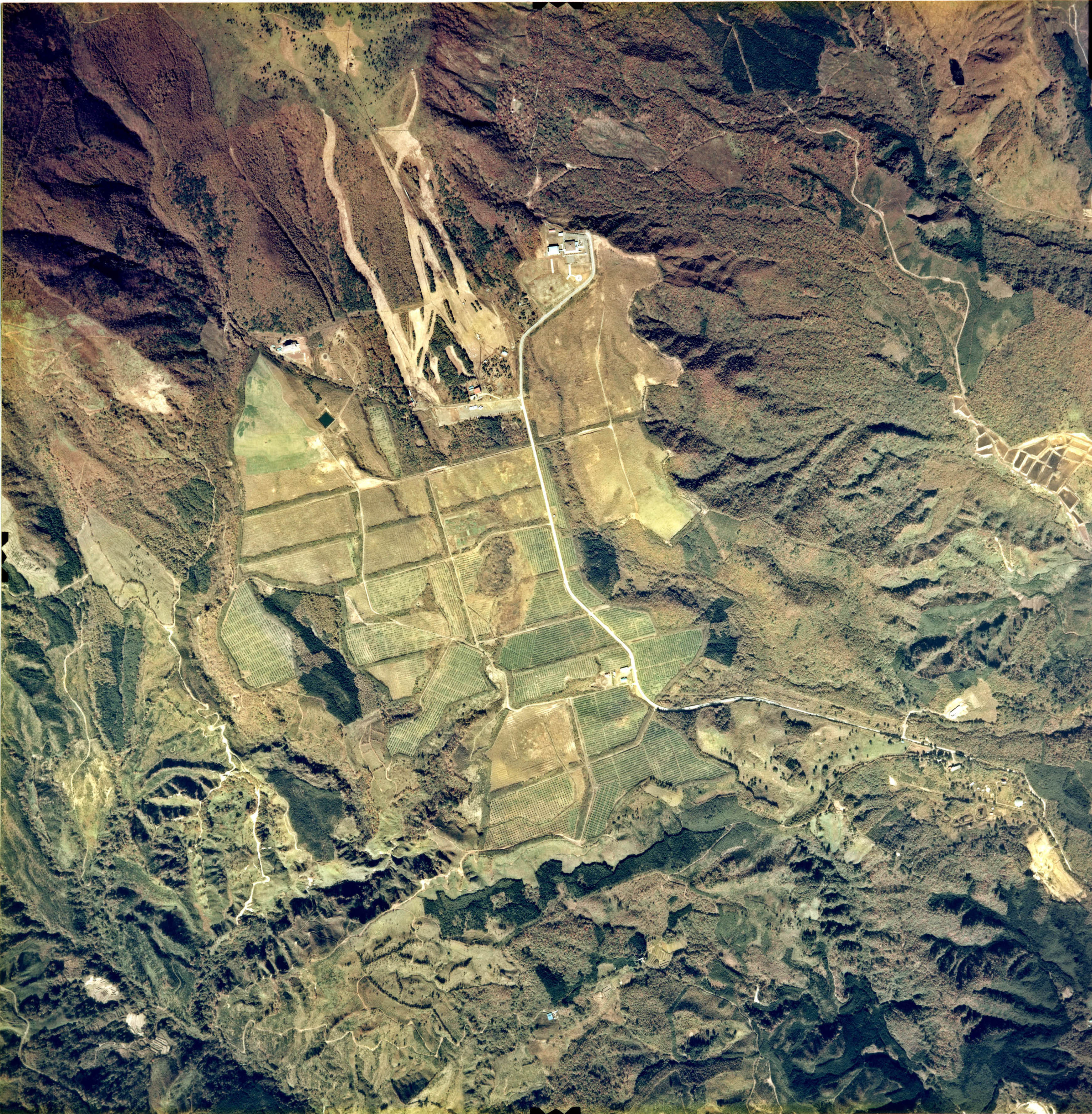
1976年度（昭和51年度）に撮影された泉ヶ岳・芳の平周辺の空中写真。
写真中央に「芳の平りんご園」（1982年（昭和57年）閉園）、上に「泉ヶ岳スキー場」とその右に「仙台市泉岳少年自然の家」などが見える。

泉ヶ岳スキー場（いずみがたけスキー場）は、宮城県仙台市泉区にあるスキー場である。泉ヶ岳の南東斜面がゲレンデになっている。泉ヶ岳総合観光開発株式会社が運営している。例年、12月下旬から翌年3月まで冬季スキー場営業をしており、冬季以外も各種レジャーに対応するためにリフトの運行を行っている。

## 概要
1963年（昭和38年）に新設された。1964年（昭和39年）には泉ヶ岳まで電気が通ってゲレンデでリフトが運転されるようになった。
仙台市の中心部から車で50分ほどの位置にある。天気が良く空気が澄んでいる日のゲレンデ上部からは、滑走をしながら仙台平野や仙台都市部、太平洋に浮かんでいる大型船、水平線などの景色が肉眼で一望できる。その景色を鑑賞するのに視界をさえぎる他の山や地形がほとんど無いため、同じ泉ヶ岳で北東斜面に位置するスプリングバレー泉高原スキー場よりも下界の景色が圧倒的に良い。
しかしその反面、天気の良いの日の日中は日光を直接浴び続けてしまう南東斜面であり、かつ太平洋沿いにある仙台平野に面しているスキー場であるという立地上、融雪が進行しやすいというスキー場としては大きなデメリットも併せ持っている。
ゲレンデは下部から見ると全体が単調な斜面に見えるが、上部の地形は複雑になっており、積雪がある時は上級者でも楽しむ事が可能なスキー場施設である。

## ゲレンデ
現在リフトは初心者向けのショートリフト(420m)と、中級者・上級者向けの兔平ロングリフト(820m)の2本のみの稼動である。過去にはもう1本、初心者向けのロングリフト(700m)が稼動していたが、その緩斜面のコースは現在は閉鎖されており、泉岳自然ふれあい館の北西側にその痕跡を見ることができる。
ゲレンデ下部からは見えないが、最上部の兔平ロングリフト降り場から中腹までの地形は複雑になっており、樹木が取り払われた滑走可能部分がこの規模のスキー場としてはかなり広いため、ルートを自由に選択して滑走する事が可能であり、前述した良い景色とあいまって、上級者が長時間滞在しても充実した時間を過ごす事ができる。
キッカー・レール・ボックスなどのパーク設備については、当スキー場自体は一切設置していない。2015-16シーズン頃に外部事業者が当スキー場の一角を間借りしてミニパークを設置したシーズンがあったが、リフトチケットとは別に利用料金500円が必要であったためか利用者は少なかった。

## リフトチケット
一般的なスキー場の様に、回数券・時間券・1日券などの販売を行っているが、1日券の倍額ほどの「10時間券」というものも販売している。この「10時間券」は、同シーズン中であれば日や月を跨いで1時間単位で使用できるものである。例えば、本日は1時間だけの利用、明日は7時間の利用、翌月に2時間の利用といった利用方法が出来るチケットである。
2015-16シーズンまでは、毎月第２土曜に男性のみがチケット料金が安くなる「男の雪あそびの日」というイベントを毎シーズン開催していたが、現在は行われていない。
2015-16シーズンから、平日限定で「レディーチケット」を販売している。これは平日利用の女性が対象で、終日券(1日券)が2,000円で購入する事が出来るものであり、女性にとってはとても格安なチケットである。平日限定であるので大晦日や正月三が日などには利用できない。

## スクール
当スキー場のスクールは、長い間スキーだけでの運営であったが、2016年1月15日に緩斜面を利用したビキナー専用のスノーボードスクールが新規開校した。このスノーボードスクールは基本は予約制であり、前日までに1件も予約が入ってない日はインストラクターが出校せず不在という事もあるので、前日までに事前予約した方が良い。

## ナイター営業
現在はナイター営業が行われていないが、ナイター設備はショートリフト部だけではなく兔平ロングリフトの上駅まであり、現在でも営業時間外のゲレンデ整備時などに照明が点灯しているのを確認できる事が稀にある。
過去のナイター営業は、トップシーズン中は積雪があればほぼ毎日ナイター営業実施⇒土日のみナイター営業実施⇒ナイター営業無し、と変化していき、2015年頃にはナイター営業が行われなくなった。
ナイタースキーの照明は市街地からも見ることが出来た。当スキー場とスプリングバレー泉高原スキー場の2つのスキー場の明かりが山の形に沿って「ハ」の字に見えるのが1つの名物ともなっていたのだが、その光景を見ることが出来なくなっている。また、「泉ヶ岳スキー場でナイタースキーをしていると、仙台市街地の夜景に飛び込むような錯覚を得る」と言われていたほど、素晴らしい夜景を見ながら滑走する事が可能であった。

## 泉ヶ岳ロッジ
当スキー場を運営している泉ヶ岳総合観光開発が「泉ヶ岳ロッジ」も運営していたが、東日本大震災の地震の影響により、建物が重大な損傷を負ったために既に取り壊されている。
そのため、震災前までは「泉ヶ岳ロッジ」でチケット販売業務・レンタル業務・レストラン業務などほとんど全ての業務を一括して行っていたのだが、現在は、泉ヶ岳ロッジの跡地に2020年頃に建築した木造平屋の建物「レンタルハウス」でレンタル業務と売店業務を、そのレンタルハウスから西側に突き当たりまで進んだ所にある「サンハウス」にてトイレ・小規模の屋内休憩所・喫煙所の提供を、ショートリフト乗り場の隣の小屋でチケット販売業務を、ロングリフト乗り場の近く(麓側)に元々あった平屋の建物を「ヴェールハウス」と改称してレストラン業務を、とそれぞれ場所を分散して各業務を行っている。
震災直後はトイレが仮設の物であったり、レンタルハウスがプレハブの仮設であったり、屋内休憩所がなかったりと色々と不便があったが、徐々に改善されている。

## 冬季以外の利用
冬季以外もリフト(兔平ロングリフト)の運行を行っており、パラグライダーや登山・ハイキング・ゲレンデ上部からの景色の展望・紅葉鑑賞・バーベキュー・マウンテンバイクの大会・野外ライブなど様々なアウトドア・レジャーを提供している。景色はリフト上駅付近でも充分に良いが、リフト上駅から歩いてすぐの北東側に「旗頭展望台」があり、そちらで更に展望を楽しむ事ができる。
リフトは往路・復路ともに利用可能で片道の乗車時間は約13分。リフト上駅より泉ヶ岳山頂までの登山コース「かもしかコース」の所要時間は約90分である。また、冬季とはリフトチケットの購入場所が異なり、ロングリフトの下駅もしくは上駅でチケットを購入する。
冬季以外は火曜日と水曜日が定休日であり、祝日も営業を行っている。ただし、冬季スキー場営業の前後1ヶ月くらいは各種準備作業のためにリフトは稼動させておらず、施設の入り口は閉鎖されている。
強風や悪天候の日にはリフトが運休になる可能性がある。リフト運休の情報は公式ホームページで情報更新されないので、公式ホームページのライブカメラで映像を確認したり、公開されている電話番号に電話で確認をしてから利用した方がよい。

## ウォータージャンプ施設
2009年（平成21年）7月12日、北日本高原開発（岩手県）が、宮城県内初のウォータージャンプ施設を当スキー場内のロングリフト乗り場の北側にオープンさせた。
この施設は2022年10月に2022シーズンの営業を終了したが、2023シーズンからは営業が行われていない。
2023年5月23日にインスタグラムで「閉店もしくは営業譲渡の方向で進めていきたい」と発表された。

## 周辺施設

### 仙台市泉岳自然ふれあい館
キャンプ場の利用が出来て、一般客の利用のみならず、宮城県内の児童・生徒の 野外教育にも適している仙台市泉岳自然ふれあい館が隣接している。
市民キャンプ場の利用可能期間は4月1日～11月30日であるため、冬季スキー場営業の期間はキャンプ場を利用する事ができない。

### 仙台市泉岳少年自然の家(廃止済)
過去には仙台市泉岳自然ふれあい館の前身施設である仙台市泉岳少年自然の家が徒歩圏にあった。

### 泉ヶ岳大駐車場
当スキー場の麓側に隣接しており、仙台市が管理・運営を行っている。

### スプリングバレー泉高原スキー場
山麓方面から当スキー場を通過し約4km進むとスプリングバレー泉高原スキー場がある。

## アクセス
自家用車の場合、泉中央副都心（または泉PAスマートIC）から宮城県道35号泉塩釜線（泉ヶ岳通り）を西走し、国道457号・根白石バイパスを経て宮城県道223号泉ヶ岳公園線を進むと道沿いにある。駐車場は平日は無料で利用できるが、土日祝日は500円/1台である。また、当スキー場の麓側に隣接して仙台市が管理・運営している「泉ヶ岳大駐車場」があるが、こちらは常時無料で開放されている。
バスの場合、冬季は当スキー場へ徒歩圏の最寄停留所への運行が毎日あるので、仙台市地下鉄南北線・泉中央駅のバスターミナルより、仙台市営バス「スプリングバレー泉高原スキー場前」行きに乗り、「泉岳自然ふれあい館」で下車する事。
冬季の平日は「泉岳自然ふれあい館」が終点だが、冬季の土日は4kmほど山側へ進んだ先のスプリングバレースキー場の敷地内にある「スプリングバレー泉高原スキー場前」が終点へと変更されるので、当スキー場が目的地の場合は注意が必要である。
この路線のバスの終点や運行状況は、その季節(ウインターシーズンかどうか)や、利用者数の状況、曜日により変更の可能性があるので、利用する際は事前に運行会社に確認しておくと良い。